# Heteropachylus
Heteropachylus is een geslacht van hooiwagens uit de familie Gonyleptidae.
De wetenschappelijke naam Heteropachylus is voor het eerst geldig gepubliceerd door Roewer in 1913. 

## Soorten
Heteropachylus omvat de volgende 2 soorten:
- Heteropachylus peracchii
- Heteropachylus spiniger